# AKB0048
AKB0048 é uma série de anime. A primeira temporada  tem 13 episódios e foi exibida de 29 de abril a 22 de julho de 2012. Uma segunda temporada (AKB0048 NEXT STAGE) começou a ser exibida a 5 de janeiro de 2013 e tem também 13 episódios.